# Cantua bicolor
Cantua bicolor là một loài thực vật có hoa trong họ Polemoniaceae. Loài này được Lem. mô tả khoa học đầu tiên năm 1847.